# Obtusipalpis citrina
Obtusipalpis citrina là một loài bướm đêm trong họ Crambidae.